# Contagem
Contagem ist eine Stadt im brasilianischen Bundesstaat Minas Gerais, 21 km von Belo Horizonte entfernt. Im Jahr 2010 lebten in Contagem 603.442 Menschen auf 195,3 km². Damit ist es die drittgrößte Stadt des Bundesstaats.
Nachdem im 18. und 19. Jahrhundert hier ein Dorf bestanden hatte, wurde am 30. August 1911 die Stadt Contagem gegründet. In den 1930er Jahren entwickelte sich Contagem zu einem Zentrum des Bergbaus und ist heute nach Belo Horizonte und Uberlândia die drittgrößte Stadt in Minas Gerais. 1968 fand hier ein Streik der Metallarbeiter statt, die damit gegen die brasilianische Militärdiktatur protestierten. 

## Söhne und Töchter der Stadt
- Ramon Menezes (* 1972), Fußballspieler
- Cristina Alves Oliveira Ferreira (* 1982), Volleyballspielerin
- Serginho (* 1986), Fußballspieler
- Jonathan De Lima Reis (* 1989), Fußballspieler
- Raquel Fernandes dos Santos (* 1991), Fußballspielerin
- Ana Caroline Silva (* 1999), Leichtathletin